# آيني بوردا
آيني مجدلين لمنغير الشهيرة باسم آيني بوردا (28 يوليو 1909 – 3 نوفمبر 2005) كانت ناشرة ألمانية لمجموعة بوردا، وهي مجموعة إعلامية مقرها في أوفنبورغ وميونيخ، في ألمانيا. وكانت أحد رموز المعجزة الاقتصادية الألمانية.

## حياتها
ولدت في نيوأوفينبرغ أيام حكم الإمبراطورية الألمانية، كانت ابنة سائق قطارات، غادرت مدرستها الثانوية في سن السابعة عشر وأصبحت أمين صندوق في شركة الكهرباء في مدينة نيوأوفينبرغ.
في عام 1930 كانت على علاقة قوية مع الناشر فرانز بوردا الثاني (ابن فرانز بوردا الأول) وتزوجا عام 1931 وأنجبوا ثلاثة أبناء.
في عام 1949 قامت إينا بوردا بتوسيع عملها العائلي في إصدار المجلات النسائية عندما قامت بتأسيس شركة لطباعة ونشر مجلة أزياء في بلدتها أوفنبرغ في ألمانيا. وفي العام نفسه بدأت بنشر مجلة تدعى فافوريت، التي تم تغيير اسمها في وقت لاحق إلى بوردا مودن.
صدر العدد الأول من مجلة بوردا مودن في عام 1950 واكتسبت المجلة شعبية كبيرة في السوق، وخاصة منذ عام 1952، عندما بدأت المجلة تشتمل على أوراق تحوى على تصميمات الملابس.
في عام 1987 كانت مجلة بوردا عالم الأزياء أول مجلة غربية تنشر في الاتحاد السوفيتي وفي عام 1994 كانت مجلة بوردا عالم الأزياء أيضا أول مجلة غربية تظهر في جمهورية الصين الشعبية.

## وفاتها
توفيت بوردا في بلدها الأم نيوأوفينبرغ عن عمر يناهز 96 سنة.

## جوائز
- 1974 جائزة الصليب الأعظم لميريت
- 1979 خاتم شرف في نيوأوفينبرغ لدورها في التنمية الاقتصادية في المدينة
- 1984 وسام الاستحقاق البافاري
- 1985 وسام الاستحقاق ولاية بادن-فورتنبرغ
- 1989 ميدالية رابطة الناشرين البافارية (أول مرة تمنج لامرأة)
- 1989 صنعت ميؤدالية فخرية لمسقط رأسها نيوأوفينبرغ
- 1990 وسام الاستحقاق كارل فالنتين
- 1994 وسام الاستحقاق الذهبي من إقليم سالزبورغ، النمسا
- 2001 منحت أعلى «وسام الاستحقاق» الجمهورية الاتحادية الألمانية مع نجمة لإنجازاتها استثنائية كامرأة الأعمال

## روابط خارجية
- آيني بوردا على موقع مونزينجر (الألمانية)